# Eubosmina huaronensis
Eubosmina huaronensis är en kräftdjursart som först beskrevs av Delachaux 1918.  Eubosmina huaronensis ingår i släktet Eubosmina och familjen Bosminidae. Inga underarter finns listade i Catalogue of Life.